# やさしい日本語

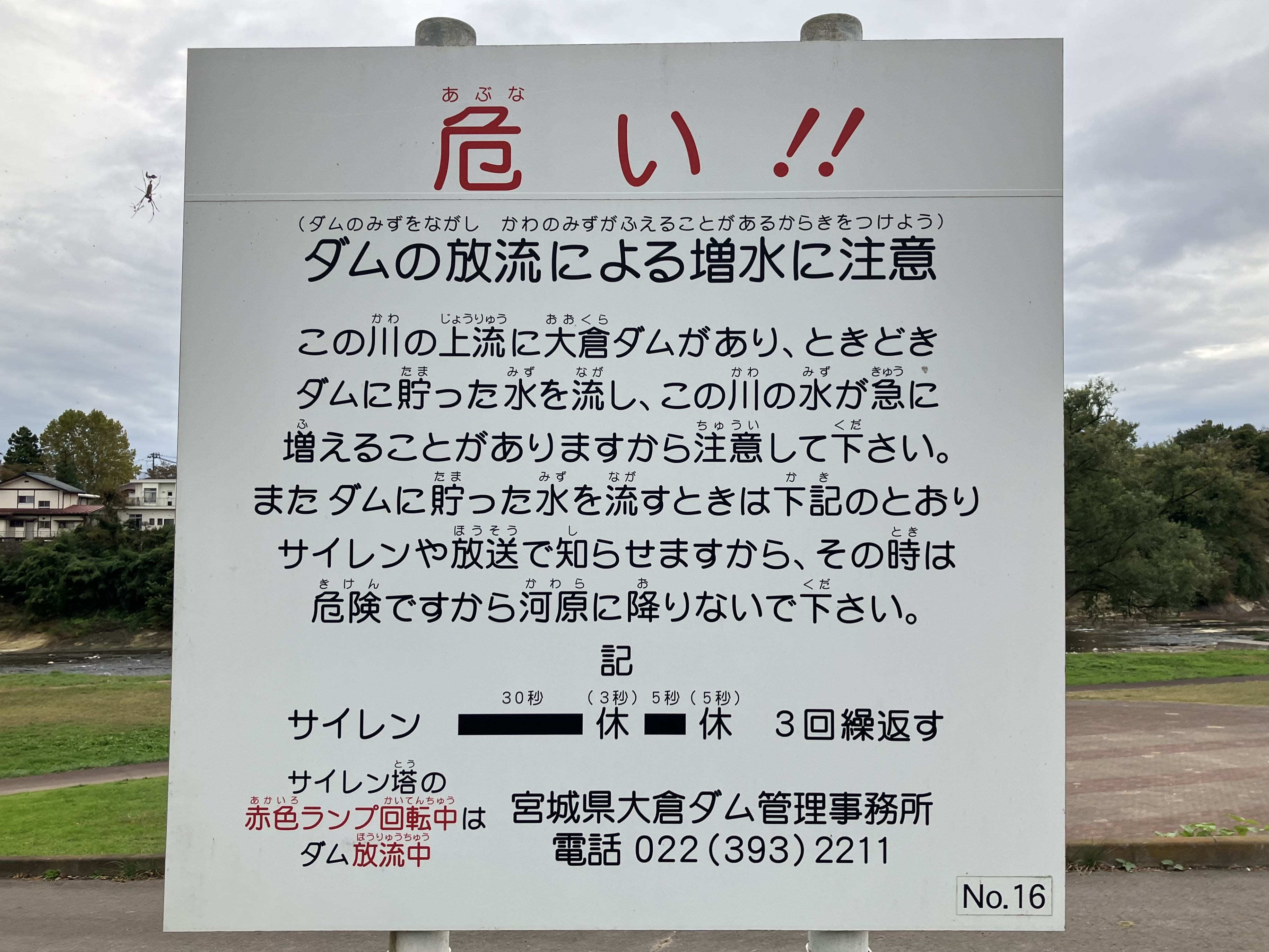
やさしい日本語を使った看板。
漢字の使用を避けた平易な表現によるルビを振っている。

やさしい日本語（やさしいにほんご、英: Easy Japanese、Plain Japanese）とは、簡易な表現を用いる、文の構造を簡単にする、漢字にふりがなを振るなどしてわかりやすくした日本語である。日本語に不慣れな人への情報保障を目的に考案された。

## 歴史
やさしい日本語の発祥は災害時の情報保障を目的とした取り組みにある。1995年1月17日の阪神・淡路大震災以降、日本語を母語としない海外ルーツの人に対して迅速に災害などの情報伝達を行う手段として考案され、その後、新潟県中越地震(2004年)や東日本大震災(2011年)を経て全国に広がった。一方、2000年代に入ってから、平時のやさしい日本語での情報発信も、地方公共団体や国際交流協会で始まった。近年では、外国人観光客とのコミュニケーションや、外国人住民と日本人住民 の交流を促進する手段としてやさしい日本語を活用した取組も進んでいる。2019年、日本政府は「外国人材の受入れ・共生のための総合的対応策」の中で、全ての省庁で「外国人向けの行政情報・生活情報の更なる内容の充実と、多言語・やさしい日本語化による情報提供・発信を進める」こととした。

この段落は、上の段落を"やさしい日本語"に修正した例である。
やさしい日本語は、はじめは災害の時に、外国の人に大事なことを伝えるために考えられました。
1995年の阪神・淡路大震災の後、日本語がわからない外国の人に、早く災害の情報を伝える方法として作られました。
その後、2004年の新潟県中越地震や2011年の東日本大震災など、大きな災害のたびに、やさしい日本語は日本中で使われるようになりました。
2000年ごろからは、災害の時だけでなく、普段の生活でもやさしい日本語で情報を伝えることが、市町村や国際交流協会などで始まりました。
最近では、外国からの観光客と話したり、外国に住んでいる人と日本に住んでいる人が仲良くしたりするために、やさしい日本語が使われています。
2019年に、日本政府は「外国人が日本で暮らしやすくなるための方法」を決めました。

この中で、全ての役所は「外国の人向けの行政情報や生活情報を、もっとわかりやすく、色々な言葉ややさしい日本語で伝える」ことになりました。

## 減災のための「やさしい日本語」
1995年（平成7年）の阪神・淡路大震災では、多くの在日外国人も被災したが、死者や負傷者の数を日本人と外国人で比較すると、死者で約2倍、負傷者では約2.4倍外国人の方が多かった。その後の調査で避難所やライフラインの情報を理解できずに、困難な状況に置かれていたことが判明した。在日外国人の母語は様々であり、災害が起こった時、すぐに多言語に翻訳するのは非常に困難である。なお当時機械翻訳は実用レベルになかった。
そこで弘前大学の佐藤和之らは、日本語能力試験旧3級（現N4）程度の日本語（小学校3年生の学校文法）で理解できる、吟味した簡潔な日本語「やさしい日本語」を研究、考案した。
1999年（平成11年）3月、弘前大学社会言語学研究室のウェブサイトは、やさしい日本語で、災害や避難を伝える具体的な案文や地図をまとめた「災害が起こったときに外国人を助けるためのマニュアル（弘前版）」を公開した（2020年1月17日閉鎖）。このマニュアルは、地名等入れ替えることで、全国どこでも使えるよう配慮されている。
2005年（平成17年）、2013年（平成25年）と増補改訂され、計画停電や節水の呼びかけなども盛り込まれた。この他、やさしい日本語を解説したパンフレットや、作成ガイドラインがダウンロード印刷できる様、無償提供されている。
2011年（平成23年）の東日本大震災でNPO多文化共生マネージャー全国協議会により設置された「東北地方太平洋沖地震多言語支援センター」では、対応する11言語のひとつに「やさしい日本語」があった。
2015年（平成27年）9月10日から、NTTドコモは、災害情報を配信するエリアメールを「やさしい日本語」に対応、設定できるようにした。
2016年（平成28年）には、災害発生から72時間以上経過した場面で、生活情報に必要な用語をテーマに計約7600語を収録した『やさしい日本語用字用語辞典』を作成、無料公開した。

## 在留支援のための「やさしい日本語」
2019年12月現在の日本に在留する外国人の数はおよそ30年前の3倍余りにも増えているが、2008年の時点で独立行政法人国立国語研究所の日本語教育基盤情報センターが定住外国人を対象に行った「生活のための日本語」全国調査によれば、定住外国人にとっての「日常生活に困らない言語」として「日本語」を上げた割合が62.6％であったのに対して、｢英語」は44.0％であった。庵功雄らの研究グループは、これから日本社会を支えるのに必要不可欠になっていく外国人移住者に「補償教育（compensatory education）」が必要であるとし、日本人側も外国人に一方的な日本語習得を求めるのではなく、調整過程で最低限の「やさしい日本語」を共通言語とすることを提唱している。
2010年、地域日本語教室向けのテキストとして『日本語これだけ!』が出版。執筆陣は各地で講演・ワークショップを行っている。
2020年（令和2年）8月、出入国在留管理庁と文化庁は、「在留支援のためのやさしい日本語ガイドライン」を発表した。これはやさしい日本語の中でも、平時の情報提供のために、「一方通行の情報発信になってしまう書き言葉に焦点をあてて」作られたものであ る。
2022年（令和4年）10月、文化庁と出入国在留管理庁は、話し言葉に焦点をあてた「在留支援のためのやさしい日本語ガイドライン　話し言葉のポイント」を発表した。
2023年（令和5年）3月、文化庁と出入国在留管理庁は、「在留支援のためのやさしい日本語ガイドライン　別冊　やさしい日本語の研修のための手引」を発表した。
同月、出入国在留管理庁は、やさしい日本語を含めた16言語に翻訳した上で、「生活・就労ガイドブック」第5版をウェブ上で公開した。これは在留外国人を対象に、安全・安心な生活・就労のために必要な基礎的情報について記載したものである。

## 医療のための「やさしい日本語」
東京都国際交流委員会が2018年に東京都在住外国人100人へ困りごとを尋ねたところ、最も多く回答があったのは医療に関すること（56％）であった。厚生労働省によると、医療機関への医療通訳者の配置、あるいは遠隔医療通訳システムの導入などは、可能であれば実現が望まれる。しかしすべての医療機関にすぐに通訳体制の整備を求めることは難しく、また対応しきれない言語もあるとされる。「やさしい日本語」であればコツを学ぶことですぐに利用できるとの指摘がある。医療現場における「やさしい日本語」を実践するためのコツとしては、10のポイントが紹介されている。
1. 話し出す前に整理する
2. 一文を短くし、語尾を明瞭にして文章を区切る（「です」、「ます」で終える）
3. 尊敬語・謙譲語を避けて、丁寧語を用いる
4. 単語の前に「お」をつけない（可能な範囲で）
5. 漢語よりも和語を使う
6. 外来語を多用しない
7. 言葉を言い換えて選択肢を増やす
8. ゼスチャーや実物提示
9. オノマトペは使わない
10. 相手の日本語の力が高い場合は「やさしい日本語」をやめる

また、院内掲示にも活用することができる。

## 観光のための「やさしい日本語」
インバウンド観光客が増加する中で、韓国・台湾・香港など日本語学習者の多い観光客をやさしい日本語で迎えようという「やさしい日本語ツーリズム」が、2016年福岡県柳川市で始まった。

## その他の活用例
- 現在、日本全国の各自治体や様々な団体・コミュニティFMなどが、外国人向けの情報誌や、防災マニュアルなどに「やさしい日本語」を利用している[23]。

- 日本放送協会（NHK）報道局では、2012年（平成24年）4月1日から、やさしい日本語を用いた公開実験ウェブサイト「NEWS WEB EASY」を立ち上げ、NHKニュースの提供を始めた。これには、日本だけでなく、世界からも好意的な反応があったという[24]。 やさしい日本語の効果を確認するために日本語学校の中級準備、中級、上級の学生に対するニュースの読解テストを行ったところ、すべての学生でテストの正解率が向上したことが報告されている[25]。

- 株式会社メルカリは、社内のコミュニケーション手段として、「やさしい日本語」「やさしい英語」を利用している。[26]

- すかいらーくグループは、採用情報のウェブページの一部にやさしい日本語を利用している。[27]
- やさしい日本語は通常の日本語に比べ機械翻訳にかける際の誤訳が少ないとの指摘もある。[28]
- 日本語学習者向けに日本文学作品をやさしい日本語へ書き換える取り組みがある。[29]

## 英語表記
「やさしい日本語」の英語表記は定まっていないが、「easy Japanese」と「plain Japanese」が代表的に用いられている。

## ガイドライン
各機関より複数の「やさしい日本語」のガイドラインが公表されている。出入国在留管理庁・文化庁のガイドラインは庵功雄や佐藤和之の研究を、また都道府県の役所では他府県で刊行されたものを参考に作成されているため、内容はおおむね共通している。

## 課題
- 「やさしい日本語」のガイドラインに「必要な情報に限定して、不必要な情報は省く」といった原則が示されることがあるが、[1][10]情報量を減らせば分かりやすくなるのは当然で、「plain English」のように同じ情報量を盛り込んだ場合の分かりやすさについての調査が見られないとの指摘がある[33]。

- 文化庁の調査では「やさしい日本語」の国民の認知度は3割程度と低く、特に20代以下で低い[34]。

- ひらがなを多用する文章は相手を幼児扱いする侮辱表現と誤解される場合がある[35]。